# New wave
El terme New Wave (New Wave rock music, en anglès) s'utilitza generalment per definir un gènere musical originat en el rock a la fi de la dècada de 1970 i durant la dècada de 1980, com un derivat del punk rock. La new wave va sorgir com una nova forma de rock que es basava en el so del rock and roll de la dècada de 1960, així com el punk es va basar en el rock dels anys 1950. El gènere es va caracteritzar per mesclar habitualment elements del funk, reggae i ska, i també l'ús de sintetitzadors.

## Història
El concepte new wave fou el comodí utilitzat pel periodisme, la gent de les discogràfiques i els programadors radiofònics per tal de designar els nous sons que començaven a sorgir a principis de la dècada dels vuitanta.
El final de l'era punk com una alternativa comercial, obligava als diferents actors musicals a buscar qualsevol reminiscència del llegat de rudesa, de missatges escandalosos i directes, que havia portat aquest corrent a través del post punk. En aquest context va aparèixer el new wave, que al·ludia a un moviment artístic i intel·lectual, suposadament semblant al fet que estava passant en l'ambient social.
Als Estats Units, per exemple, es va donar una dicotomia bastant estranya entre el que era punk i el que es considerava New wave. Dins del primer estil s'hi consideraven bandes com The Ramones i Richard Hell, mentre que en el segon cas hi havia Blondie i Talking Heads.
Optar per l'etiqueta new wave era adquirir un estatus diferent, i a més, tenir més possibilitats de ser contractat per una multinacional. Així s'hi van apuntar grups com The Cars, The Motels, The Go Go's, Pere Ubu, Jonathan Richman, The B-52's, R.E.M., Devo, X, The Blasters, The Residents i moltes altre que havien fet del punk la base de la seva sonoritat.
Tot era new wave i amb aquesta premissa dins d'uns límits hi entraven projectes tan diferents com el grup The Motels o l'estrany art punk de Pere Ubu (que va prendre el nom d'un personatge de l'obra literària Ubú rei, escrita pel dramaturg Alfred Jarry a principis del segle xx).
Bandes revisionistes del rock com The Blasters eren new wave, però també ho era el dance punk, d'estètica kitsch dels B-52.
Amb tot, amb esforços podem trobar característiques que creuen l'estil i van més enllà del que és només música, així el sintetitzador es va convertir en un instrument musical més, i és una mostra de la tecnologia aplicada a la música. Paral·lelament, es va valorar molt l'estètica, que el punk havia oblidat completament, la idea era acompanyar la música amb un concepte visual de fàcil identificació.
Per alguns, aquestes inclinacions eren part de la pròpia vocació de vida. Per exemple, David Byrne Chris Frantz i Tina Weymouth (del grup Talking Heads) es van conèixer a l'Escola de Disseny de Rhode Island, lloc on van concebre formar un grup musical. Les inquietuds artístico-intel·lectuals es van reflectir tant en el so com en la imatge. La preocupació per tot allò extern era també un signe d'una dècada i del canvi de paradigma que s'havia gestat, cap al postmodernisme, mutant també el que bans s'entenia com a art.
La new wave inaugurava amb els sons creatius i les melodies innovadores una nova dècada al voltant del món i el Regne Unit no en fou una excepció. L'heterogeneïtat també fou una regla en aquest país: hi havia el so ràpid dels Rezillos (la versió escocesa dels B-52's) i el depressiu post punk de Joy Division -més tard, els integrants d'aquest grup van formar la banda de techno New Order, després del suïcidi del vocalista, Ian Curtis-, el noise-rock de Pop Group, el New wave-reggae melòdic de The Police, el reggae-funk amb missatge feminista The Slits i el rock gòtic de The Cure.
Molts d'aquests grups que van passar per la música new wave van inaugurar nous corrents. The Cure i Joy Division, per exemple, es van sumar a altre com Siouxsie and the Banshees per assentar les bases del que seria la dark wave.
En rock alternatiu hi ha el destí de la new wave. Actualment, el que fou la new wave és el rock alternatiu i també els grups que fan una relectura del punk de principis de la dècada de 1970 i que al final d'aquesta dècada ja no era comercial.
Amb tot, les grans bandes del new wave foren transcendents, com és el cas de The Cure i molta de la música que avui té un deute amb aquella, que va marcar una part important de la història del rock contemporani.

## Artistes new wave
- Blondie
- Boomtown Rats
- Bow Wow Wow
- Elvis Costello
- Culture Club
- The Cure
- Devo
- Dexys Midnight Runners
- Ian Dury & The Blockheads
- Frankie Goes to Hollywood
- Hair Cut 100
- Human League
- Joe Jackson
- Joy Division
- Kaja Goo Goo
- Killing Joke
- Modern Romance
- Gary Numan
- Pigbag
- REM
- The Smiths
- Soft Cell
- The Talking Heads
- Ultravox
- Spandau Ballet
- Eurythmics
- Billy Idol
- New Order
- The B-52's
- Visage
- Wire
- U2

## Estils dins de la new wave
- Rock gòtic
- Mod Revival
- Synth pop
- Nous romàntics
- Movida madrileña

## Moviments paral·lels
- Pub rock
- Post-punk
- No Wave
- Darkwave
- Coldwave
- Neue Deutsche Welle